# Ніколаєвське сільське поселення (Неклинівський район)
Миколаївське сільське поселення — муніципальне утворення в Неклинівському районі Ростовської області.
Адміністративний центр поселення — село Миколаївка.
Населення - 7194 особи (2010 рік).
Голова Миколаївського сільського поселення - Максим Ткаченко.

## Географія
Миколаївське сільське поселення розташовано у північної межі міста Таганріг у гирлі річки Міус, на її лівобережжі. Загальна площа поселення – 48,5 км². На його території мешкає 7544 осіб. Територія поселення межує:
- на півночі - з Троїцьким й Андрієво-Мелентьєвським сільськими поселеннями;
- на півдні – з містом Таганріг;
- на сході – з Самбецьким сільським поселенням;
- на заході – з Андрієво-Мелентьєвським сільським поселенням.

Центром сільського поселення є с. Миколаївка з населенням 6583 чол. В межах поселення також розташовані: хутір Гаївка, селище Горіховий.
На території сільського поселення проходять автомобільні дороги: - під'їзд від автомобільної дороги «м. Таганріг – с. Покровське» до с. Троїцьке; - автомагістраль М-23 «Ростов-на-Дону – м. Таганріг – кордон з Україною». Відстань від с. Миколаївка до районного центру с. Покровське – 18 км.; до обласного центру м. Ростова-на-Дону – 69 км; до найближчої залізничної станції «Кушнарівка» – 5,6 км; до Таганрога – 5,2 км.

## Історія
У 1769 році міжріччя Самбека й Міуса заселили 500 душ сімейного запорізького козацтва. Було утворено 3 слободи: Нижню (6 322 десятини землі), Середню (8446 десятини землі), Верхню (13200 десятини землі). 
Після скасування Запорозької Січі, Нижнє увійшло до Тагарізького міськоначальства Катеринославської губернії.
У Нижній слободі 1811 року побудували церкву святого Миколая, що дало нову назву слободі - Миколаївка.
Близькість Миколаївки до Таганрогу позначилася на заняттях жителів села. Земля навколо Миколаївки мала горбисту поверхню з невеликим шаром родючої землі. Багато ділянок, де на поверхню виступає камінь-черепашник.  Багато селян землі не мали. Миколаївці йшли в місто в пошуках роботи.

## Адміністративний устрій
До складу Миколаївського сільського поселення входять:
- село Миколаївка - 6403 особи (2010 рік);
- хутір Гаївка - 791 особа (2010 рік);
- селище Горіховий - 0 осіб (2010 рік).